# Бірзеббуджа

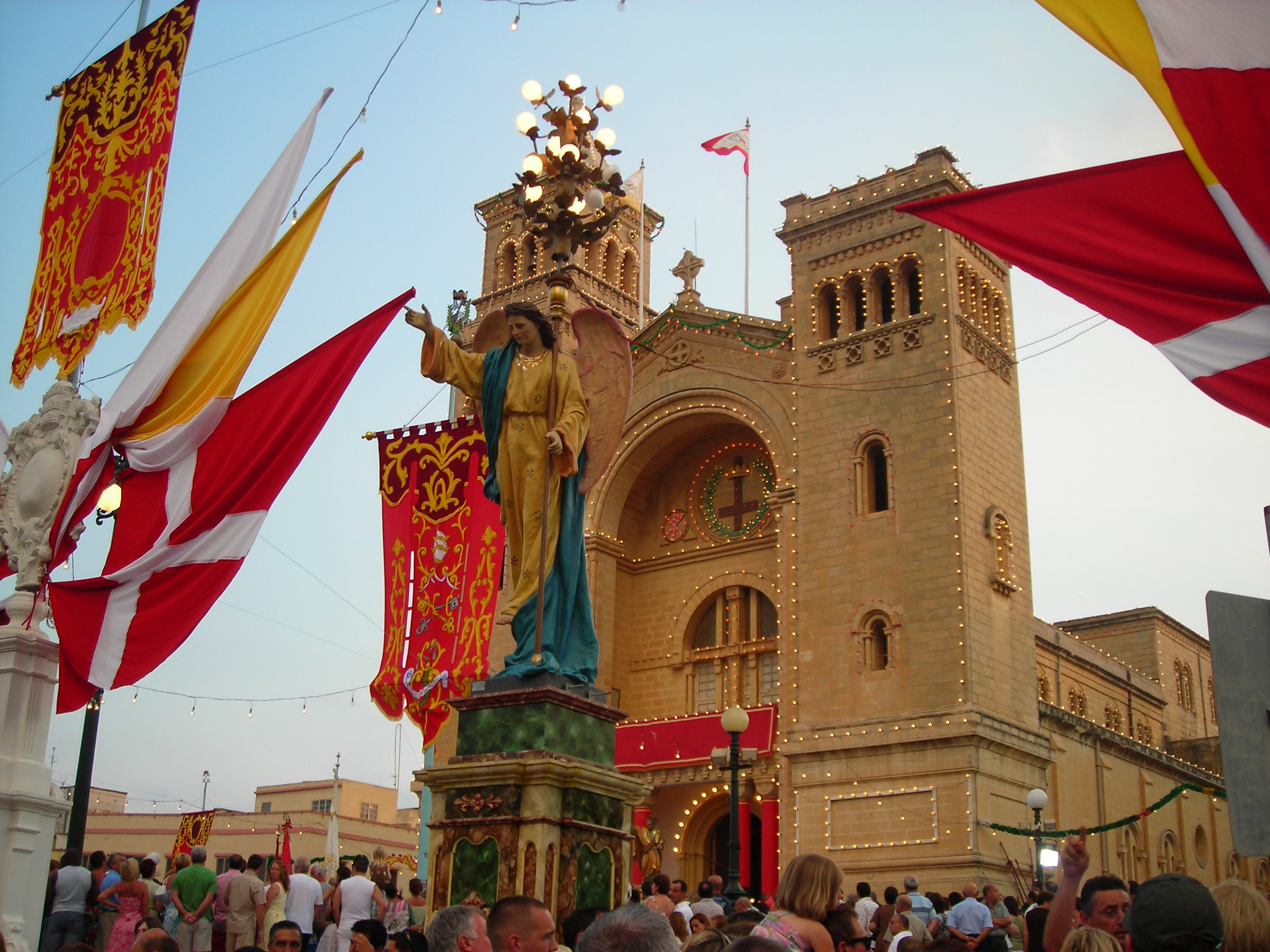
Церква в Бірзеббуджі

Бірзеббуджа, мальт. Birżebbuġa, букв. «Країна оливок» — місто і порт на півдні Мальти в затоці Святого Георгія, у якому проживають близько 8 000 осіб. Колишнє рибальське селище, яке з часом перетворилося на основний літній курорт Мальти.
Місто відоме викопними рештками епохи останнього заледеніння, виявленими в гроті Гхар-Далам, а також руїнами мегалітичного храму біля сусіднього села Бордж ін-Надур. Церква місцевої парафії присвячена святому Петрові в оковах. Головна визначна пам'ятка для більшості гостей — «Печера пітьми».